# White Rose Movement
White Rose Movement – brytyjski zespół rockowy z Londynu w Anglii, istniejący w latach 2002–2010. W 2006 roku wydali swój jedyny album studyjny – Kick, który osiągnął 6. miejsce na brytyjskiej liście Independent Albums Chart.   
W swojej muzyce zespół łączył synthpop w stylu Depeche Mode z rytmami dance-punku i electroclash. Czerpał także z inspiracji zespołami z lat 80. XX wieku, m.in. Duran Duran. Porównywani byli do takich grup, jak: Franz Ferdinand, The Rakes, Bloc Party, The Killers, The Departure, The Bravery czy The Rapture.   

## Historia
Grupę White Rose Movement w 2002 roku w Londynie założyli: wokalista Finn Vine, gitarzysta Jasper Milton, basista Owen Dyke, keyboardzistka Erica „Taxxi” MacArthur i perkusista Ed Harper, a ich nazwa nawiązywała do niemieckiej antyhitlerowskiej organizacji z czasów II wojny światowej pn. Biała Róża (niem. Weiße Rose).
Jedne z ich pierwszych koncertów obejmowały występy z zespołem Pink Grease i Felixem da Housecatem. W 2004 roku podpisali kontrakt z wytwórnią muzyczną Independiente i rozpoczęli współpracę z Paulem Epworthem (znany z pracy z grupami Maxïmo Park i Bloc Party), wydając wiosną 2005 roku swój debiutancki singel „Love Is a Number”. Magazyn Pitchfork umieścił ten utwór na 40. miejscu pięćdziesięciu najlepszych singli 2005 roku. 
Jeszcze w 2005 roku wyruszyli w swoją pierwszą trasę koncertową jako suport The Kills oraz wydali swój drugi singel „Alsatian”. Na początku 2006 roku zespół koncertował z The Rakes, a także wydał trzeci singel „Girls in the Back”. 6 marca 2006 roku wydali swój pierwszy i jedyny album studyjny – Kick.
Zagrali serię koncertów w Stanach Zjednoczonych, m.in. na Coachella Festival 2006, a następnie na terenie Wielkiej Brytanii i reszcie Europy. Łącznie występowali przez cztery na całym świecie, z takimi grupami i muzykami, jak: Nine Inch Nails, Placebo, Bloc Party, The Strokes, Gary Numan, Soulwax i The Kills. Zaczęli także pracę nad drugim albumem studyjnym, o czym Vine mówił: „Zamknęliśmy się, aby rozwijać i stworzyć coś silniejszego i bardziej zwięzłego… Coś z większym sercem”. 
Zaraz po rozpoczęciu pracy na drugim albumem, w 2008 roku z zespołu odeszła Taxxi, a nową keyboardzistką została Poppy Corby-Tuech, daleka krewna Vine'a, późniejsza modelka i aktorka. Swój pierwszy koncert z White Rose Movement zagrała na festiwalu White Nights w Petersburgu.
Po podpisaniu umowy wydawniczej z Domino, na początku 2010 roku wydali utwór „Helsinki”, który był dostępny do pobrania za darmo.
16 kwietnia 2010 roku zespół zakończył swoją działalność.
W kwietniu 2015 roku były wokalista zespołu Finn Vine wraz z muzykiem Tomem Vekiem rozpoczęli projekt pn. „The Fax”, który powstał w odpowiedzi na wstrzymanie unijnego programu poszukiwawczo-ratowniczego na Morzu Śródziemnym „Mare Nostrum”. Cały dochód trafił do Migrant Offshore Aid Station i rady ds. uchodźców.

## Skład
- Finn Vine – wokal (2002–2010)[1][2]
- Jasper Milton – gitara (2002–2010)[1][2]
- Owen Dyke – gitara basowa (2002–2010)[1][2]
- Edward Harpe – perkusja (2002–2010)[1][2]
- Erica „Taxxi” MacArthur – keyboard[1][2] (2002–2008)[8][9]
- Poppy Corby-Tuech(inne języki) – keyboard (2008–2010)[8][9]

## Dyskografia

### Albumy studyjne
| Rok                                                     | Tytuł        | Szczegóły                                                               | Najwyższa pozycja na liście | Najwyższa pozycja na liście |
| Rok                                                     | Tytuł        | Szczegóły                                                               | UK Indie                    | UK Downl.                   |
| ------------------------------------------------------- | ------------ | ----------------------------------------------------------------------- | --------------------------- | --------------------------- |
| 2006                                                    | Kick         | - Data: 6 marca 2006 - Wydawca: Independiente - Format: CD, LP, digital | 6                           | 50                          |
| „—” oznacza, że album nie był notowany na danej liście. |              |                                                                         |                             |                             |
| [ 5 ] [ 11 ]                                            | [ 5 ] [ 11 ] | [ 5 ] [ 11 ]                                                            | [ 4 ]                       | [ 4 ]                       |

### Single
| Rok                                                      | Tytuł                                                 | Najwyższa pozycja na liście | Najwyższa pozycja na liście | Najwyższa pozycja na liście | Album        |
| Rok                                                      | Tytuł                                                 | UK                          | UK Rock & Metal             | UK Indie                    | Album        |
| -------------------------------------------------------- | ----------------------------------------------------- | --------------------------- | --------------------------- | --------------------------- | ------------ |
| 2005                                                     | „Love Is a Number”                                    | —                           | —                           | 17                          | Kick         |
| 2005                                                     | „Alsatian”                                            | 54                          | 2                           | 8                           | Kick         |
| 2006                                                     | „Girls in the Back”                                   | 77                          | —                           | 8                           | Kick         |
| 2006                                                     | „London's Mine” / „Testcard Girl”                     | 96                          | —                           | 7                           | Kick         |
| 2006                                                     | „Love Is a Number” (reedycja)                         | —                           | —                           | 7                           | Kick         |
| 2009                                                     | „Small And The Witches Revenge” / „Cigarette Machine” | —                           | —                           | —                           | brak         |
| „—” oznacza, że singel nie był notowany na danej liście. |                                                       |                             |                             |                             |              |
| [ 5 ] [ 11 ]                                             | [ 5 ] [ 11 ]                                          | [ 4 ]                       | [ 4 ]                       | [ 4 ]                       | [ 5 ] [ 11 ] |